# 西棘阳县
西棘阳县，中国古县名。
南齐永泰元年（公元498年）棘阳成为北魏的领地，析棘阳县置西棘阳县和南棘阳县，西棘阳县的县治位于今河南省新野县沙堰镇古城村一带，而南棘阳县的县治位于前棘阳县。西棘阳县和南棘阳县同属荆州汉广郡。